# Илиян Трифонов
Илиян Иванов Трифонов е български футболист, полузащитник. Роден е на 30 септември 1984 г. във Велико Търново. Висок е 181 см и тежи 72 кг.

## Кариера
Започва кариерата си в Етър. От 2008 г. играе за Етър ВТ. За младежкия национален отбор има 12 мача и 2 гола.

## Статистика по сезони
- Етър – 2002/03 – В РФГ, 15 мача/2 гола
- Етър – 2003/04 – Б ПФГ, 12/1
- Етър – 2004/05 – Б ПФГ, 28/4
- Славия – 2005/06 – А ПФГ, 16/2
- Етър – 2006/07 – Б ПФГ, 29/1
- Видима-Раковски от сезон 2007/08 – 61/1